# آق-یول (رود)
آق-یول (به لاتین: Ak-Jol) یک رود در قرقیزستان است که در قرقیزستان واقع شده‌است.